# Zertifikatsstudium
Ein Zertifikatsstudium ist eine wissenschaftliche Weiterbildung an einer Hochschule. Es setzt sich in der Regel aus einzelnen Modulen eines Bachelor- oder Master-Studienganges zusammen. Das Zertifikatsstudium unterscheidet sich von einer Weiterbildung mit Teilnahmebescheinigung durch die Durchführung einer Abschlussprüfung und von einer nach ISO 9001 zertifizierten Weiterbildung durch die Ansiedlung an einer Hochschule.

## Geschichte
Der deutschlandweite Ausbau von wissenschaftlichen Weiterbildungsformaten wurde 2008 auf dem Dresdner Bildungsgipfel der Gemeinsamen Wissenschaftskonferenz (GWK) beschlossen und mit 250 Mio. Euro durch den 2011 bis 2020 laufenden Wettbewerb des Bundes und der Länder „Aufstieg durch Bildung: offene Hochschulen“ umgesetzt. Neben berufsbegleitenden Studiengängen macht ein Großteil dieser Weiterbildungsformate das Zertifikatsstudium aus. 208 Zertifikatskurse und -programme sind 2020 nach Wettbewerbsende in den Regelbetrieb der Hochschulen übernommen worden.

## Studiumaufbau
Durch die Teilnahme an einem Zertifikatsstudium werden neben dem Zertifikat ECTS-Punkte erworben. Diese können auf ein späteres Studium angerechnet werden. Ein einzelner Zertifikatskurs besteht in der Regel aus nur einem Modul eines Bachelor- oder Masterstudienganges und dauert zwischen einigen Monaten und einem Jahr. Darunter fallen Weiterbildungskurs oder -programm mit Prüfungsleistung mit 1 bis 9 ECTS, das Certificate of Basic Studies (CBS) mit ≥ 10 ECTS und das Certificate of Advanced Studies (CAS) mit ≥ 10 ECTS. Ein vollständiges Zertifikatsprogramm ist auf ein bis zwei Jahre angelegt und umfasst mehrere Module. Dazu gehören das Diploma of Basic Studies (DBS) mit ≥ 30 ECTS und das Diploma of Advanced Studies (DAS) mit ≥ 30 ECTS. Wissenschaftliche Weiterbildung wird in Deutschland kostendeckend angeboten. Somit fallen teilweise Studiengebühren an.